# مقلدة
المِقْلَدَة (جمع: مقالد) أو المِقلاد أو المَفْتَح أو خزانة بقفل أو الدولاب حجرة تخزين صغيرة يغلب أن تكون ضيقة. توجد في خزانات مخصصة متجاورة في أماكن عامة مختلفة مثل غرفة تبديل الملابس وأماكن العمل والمدارس ومراكز النقل وما شابهها. وهي تختلف في الحجم والغرض والبناء والأمن.

## في اللغة
جاء في القاموس المحيط:
- «قِلِّيْدٌ ومِقْلَادٌ: الخِزانَةُ. إِقْليدُ: بُرَةُ الناقَةِ، والمفْتاحُ، كالمِقلادِ والمِقْلَدِ.»
- «ضاقَتْ مَقالِدُهُ ومَقاليدُهُ: ضاقَتْ عليه أُمورُهُ.»
- «أعْطَيْتُهُ قِلْدَ أمْري: فَوَّضْتُهُ إليه»

وجاء في أساس البلاغة:
- «ألقيت إليه مقاليد الأمور. وضاقت عليه المقاليد إذا ضاقت عليه أموره.»

## الصور

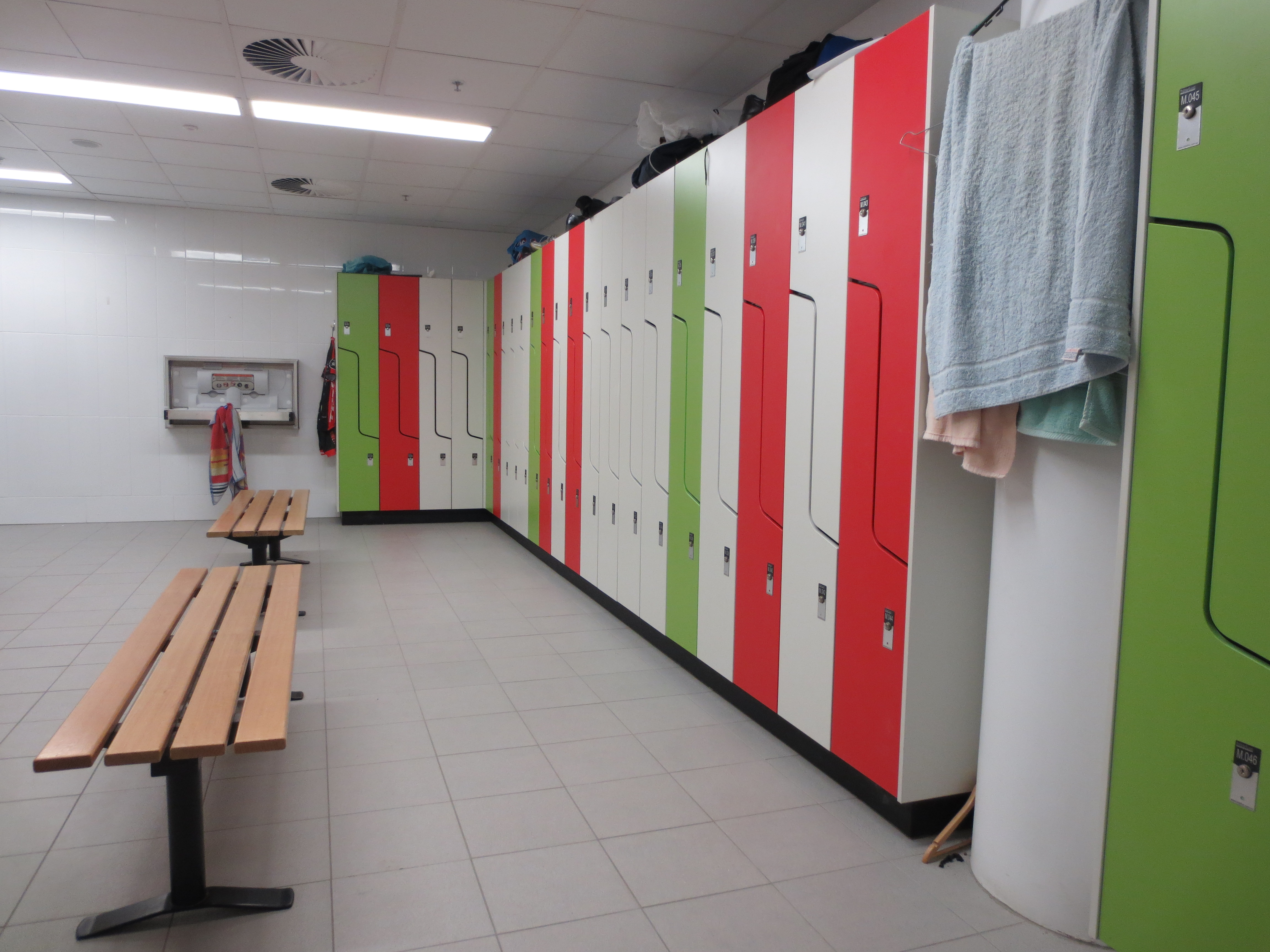
غرفة مقالد
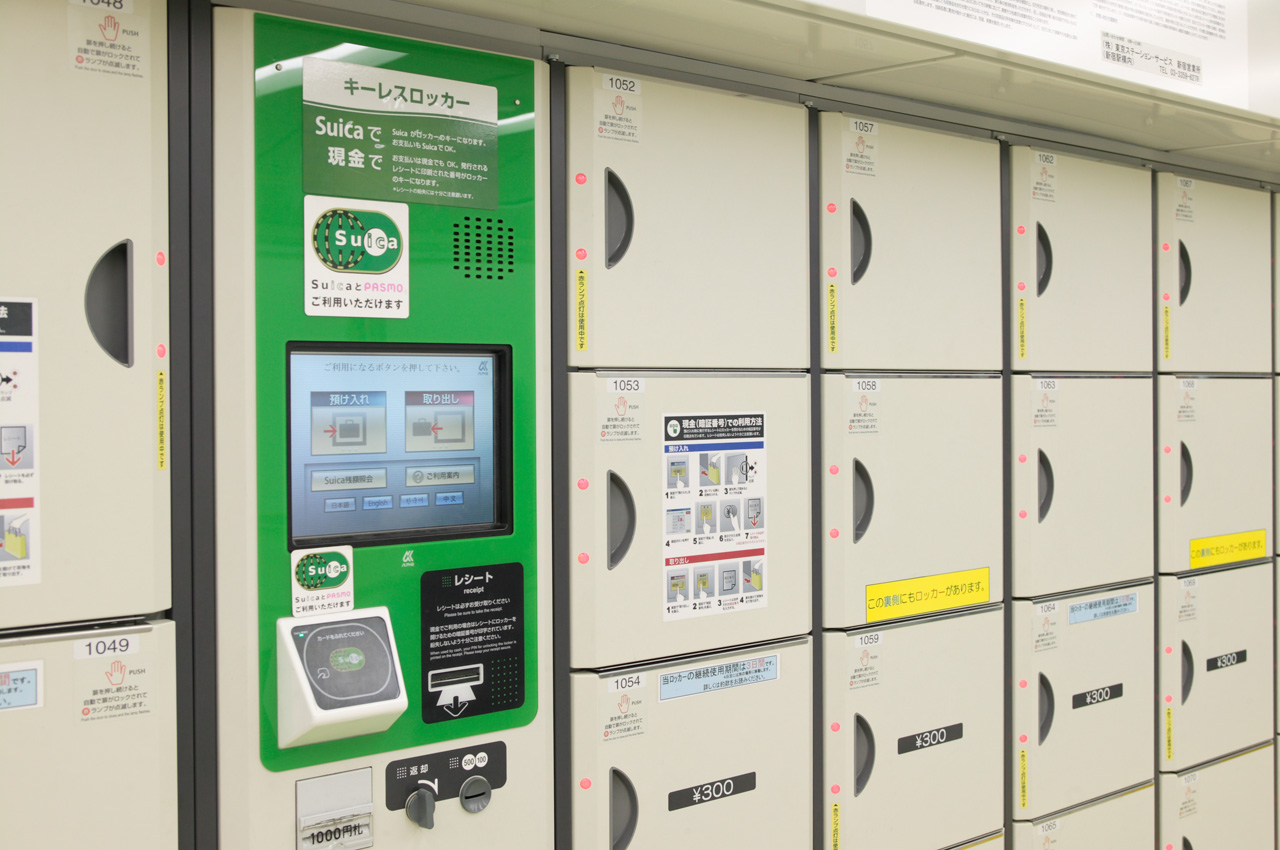
مقالد بلا مفتاح (اليابان)
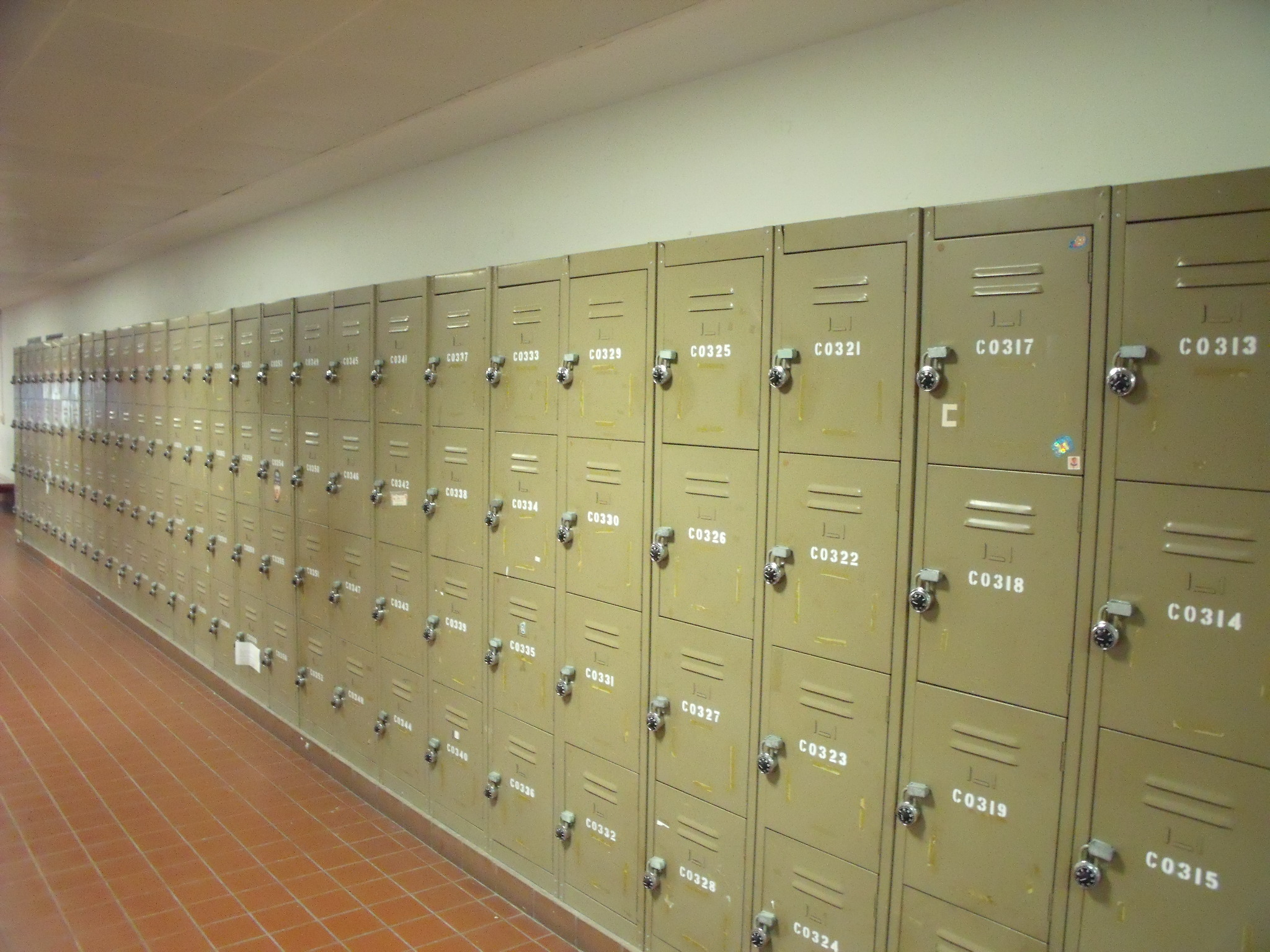
مقالد جامعة سنغافورة الوطنية